# Pierre-François Guyot Desfontaines
Pierre-François Guyot Desfontaines (Rouen, 29 de junio de 1685 - París, 16 de diciembre de 1745) fue un periodista, crítico, traductor y divulgador de Historia francés.
Conocido sobre todo por sus disputas con Voltaire, el abate Desfontaines se puede considerar como el fundador de la crítica literaria y el periodismo moderno en Francia, sobre todo en la medida en que pretendía realizar una crítica estética y moral de las obras, en vez de limitarse a resumir o a reproducir largos extractos.
Tras estudiar con los jesuitas, el abate Desfontaines entró en su orden y enseñó retórica en Bourges. Después de quince años en la enseñanza, se cansó de esta dependencia y dejó a los jesuitas en 1715. Bajo la protección del cardenal de la Tour d'Auvergne, obtuvo la parroquia de Thorigny en Normandía.
Tras abandonar a los jesuitas, el cardenal d'Auvergne La Tour, que sentía especial predilección por los hombres de letras, lo mantuvo durante algún tiempo con él. La obligación de decir misa y leer a diario su breviario le parecieron una nueva dependencia tan pesada como la primera. Pronto, su amor por la libertad y un gusto muy vivo por la literatura le impidieron cumplir con sus deberes como pastor. Finalmente abandonó los beneficios que obtenía del cardenal para dedicarse exclusivamente a las letras, renunciando a recibir ingresos sin habérselos ganado.
Los inicios en su nueva carrera literaria fueron modestos. Aunque era costumbre señalar sus inicios en les letras con una tragedia e incluso, a menudo, un poema épico, Desfontaines, por un sabio desafío de la poca solidez que caracteriza los inicios ambiciosos, compuso una simple oda, titulada Sur le mauvais usage qu’on fait de sa vie («Sobre el mal uso que se hace de la propia vida»). En 1724, se convirtió en colaborador del Journal des Savants, donde se esforzó en trató de introducir la acreditación en el estilo de sus artículos, evitando la sequía y la pedantería.
Más tarde publicó, junto con varios colaboradores, como Élie Fréron, Granet o el abate Destrées, antologías de críticas:Le Nouvelliste du Parnasse (1731-1734, 5 vol.), Observations sur les écrits modernes (1735 y sig., 34 vol.). Estos periódicos, reunidos de forma apresurada, se distinguen principalmente por la intensidad de sus críticas y su parcialidad.
Desfontaines atacó sobre todo las obras dramáticas de Voltaire, que le había ayudado en su liberación tras una acusación de sodomía, habiendo pasado algún tiempo en prisión en 1724, y que también había usado su influencia para ayudar a Desfontaines a volver a París, de donde había sido exiliado durante algún tiempo. Voltaire replicó con un cruel panfleto titulado Le Préservatif, ou critique des Observations sur les écrits modernes (1738; «El preservativo o crítica a las observaciones sobre los escritos modernos»). Desfontaines respondió de forma anónima ese mismo año con un libelo titulado La Voltairomanie, que compilaba todas las anécdotas escandalosas que se contaban sobre Voltaire. El filósofo intentó una denuncia por difamación, que sólo abandonó después de que Desfontaines desautorizase la obra en la Gazette d’Amsterdam el 4 de abril de 1739. La guerra continuó durante varios años, aunque, en la actualidad, el recuerdo de Desfontaines no se mantiene más que en las cartas de Voltaire, así como por las de Piron, por una vez de acuerdo con Voltaire, que prometió al abate enviarle una carta todas las mañanas y mantuvo su palabra durante cincuenta días.

Il semble que la Providence, en le faisant naître en Normandie, dans le pays de la chicane, et d’un père conseiller au Parlement, l’ait destiné à devenir quelque jour un suppôt de Thémis, ou, au pis-aller, un membre de la corporation hargneuse des procureurs. Néanmoins, elle permit qu’il embrassât la profession de critique, apparemment parce que cette profession s’éloignait le moins des deux autres, et que le besoin de chamailler trouve aussi bien à se satisfaire au moyen de la plume dans les feuilles d’un journal, qu’au moyen de la parole sous les voûtes d’une chambre de justice.
Parece que la Providencia, haciéndolo nacer en Normandía, en el país de los enredos, y de un padre consejero en el parlamento, lo haya destinado a convertirse algún día en un apoyo de Temis, o peor, en un miembro de la corporación colérica de los fiscales. Sin embargo, permitió que abrazara la profesión de crítico, aparentemente porque esa profesión se alejaba menos de las otras dos, y que la necesidad de pelear busca satisfacerse así a través de la pluma en las hojas de un periódico, más que a través de la palabra bajo las bóvedas de una cámara de justicia.
Désiré Nisard

## Escritos
- Apologie du caractère des Anglois et des François, 1725
- Dictionnaire néologique à l’usage des beaux esprits du siècle, 1726
- Lettres d’un rat calotin à Citron Barbet ; Relation de ce qui s’est passé au sujet de l’illustre Mathanasius à l’Académie françoise, 1727
- Traducción de los Viajes de Gulliver de Jonathan Swift, 1727
- Entretiens sur les Voyages de Cyrus, 1728
- Nouvelle Histoire de France par demandes et par réponses, 1730
- Le Nouveau Gulliver, 1730
- Nouvelle Histoire de France, 1730
- La Voltairomanie, 1738
- Racine vengé, ou examen des remarques de l’abbé d’Olivet sur les œuvres de Racine, 1739; texto en línea
- Traducción en prosa de los poemas de Virgilio, 1743
- Lettre d’un comédien françois au sujet de l’Histoire du théâtre italien